# Pseudotyphistes vulpiscaudatus
Pseudotyphistes vulpiscaudatus là một loài nhện trong họ Linyphiidae.
Loài này thuộc chi Pseudotyphistes. Pseudotyphistes vulpiscaudatus được miêu tả năm 1997 bởi Ott & Lise.